# Ас пу

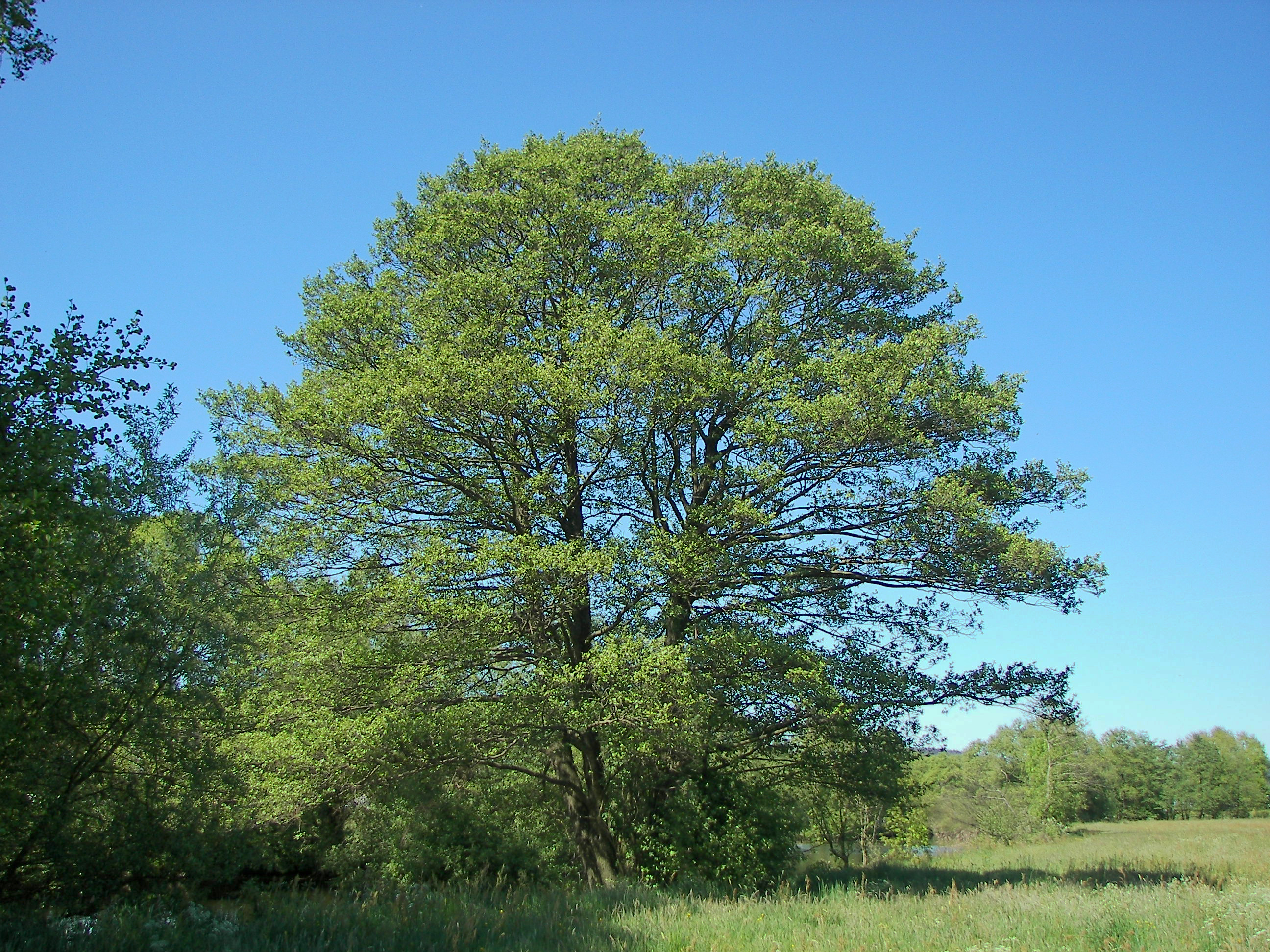
Ас пу — магическое дерево-двойник

Ас пу ("as pu",  язык коми — «своё дерево») — священное дерево в мифологии коми.
По мнению коми, у каждого человека на земле есть своё священное дерево. Его нелегко найти. Следовало пустить собаку в лес и дождаться, когда она выберет дерево и начнёт лаять на него. Именно она чувствовала мистическую связь дерева и её хозяина.
Также местонахождение священного дерева мог указать Ворса в благодарность за помощь в победе над Вакулем.
Согласно мифам, такое дерево кровоточило при первом ударе топора и начинало говорить.
Священное дерево рубили затем, чтобы сделать из него волшебные амулеты, предметы мебели. По легендам, на столе из такого дерева появлялись различные напитки и яства сами собой.
В быличке о Йиркапе говорится, что он сделал из подобного дерева быстроходные лыжи, защищённые от сглаза.